# Cyrtosomum penneri
Cyrtosomum penneri são nemátodos da família Atractidae localizados no intestino ou nos pulmões de vários animais vertebrados. Eles não produzem ovos, mas seus adultos produzem larvas que já podem infectar logo após sua saída do indivíduo-mãe.

## Transmissão
Ao contrário da maioria dos outros nemátodos, que normalmente infectam seus hospedeiros por meio da ingestão acidental do parasito, o C. penneri é transmitido sexualmente. Em lagartos, é passado da cloaca de um individual infectado para a cloaca de seu parceiro sexual durante a cópula, e experimentos mostram que, no ato sexual, lagartos fêmeas são infectadas em 100% da exposição, enquanto em lagartos machos a incidência é de aproximadamente 70%. Em um experimento realizado no departamento de biologia da instituição Florida Southern College, os pesquisadores observaram que gastrópodes terrestres e grilos não servem como vetores do parasito, o que suporta a ideia de que o C. penneri é transmitido somente durante a cópula dos hospedeiros definitivos.